# Technisches Hilfswerk
La Bundesanstalt Technisches Hilfswerk (THW, littéralement Agence Fédérale pour le Secours Technique) est un organisme de secours en cas de désastre, contrôlée par le gouvernement fédéral allemand. 99 % de ses membres sont des bénévoles.

## Missions
Les missions de la THW sont définies par la Loi THW du 22 janvier 1990, qui a été modifiée le 1er mai 2020.

### Aide technique dans la protection civile
La nécessité de protéger la population civile contre les effets de la guerre et de remédier à ces effets était la principale raison de la création de cette organisation. La mission légale fait aujourd'hui explicitement référence à la Loi sur la protection civile et l'aide en cas de catastrophe et donc à la collaboration étroite entre le gouvernement fédéral et les États fédéraux pour faire face aux situations de défense. Pour remplir cette mission, la THW déploie des installations et des unités dans tout le pays, composées de volontaires.
La THW est placée sous l'autorité du Ministère fédéral de l'Intérieur et non du Ministère fédéral de la Défense (BMVg). Il s'agit expressément d'une organisation non militaire ou paramilitaire. En cas de défense, les membres de la THW bénéficient de la protection spéciale de la quatrième convention de Genève en tant que non-combattants civils, c'est-à-dire qu'ils ne sont pas autorisés à combattre, mais ne peuvent pas non plus être attaqués (similaire aux troupes médicales des forces armées, qui sont des non-combattants militaires).

### Aide technique à l'étranger
La République fédérale d'Allemagne propose une aide à certains États étrangers, en particulier en cas de catastrophes naturelles, ou répond aux demandes d'aide d'autres pays en utilisant les moyens techniques et humains de la THW. L'utilisation de la THW en tant qu'ambassadrice humanitaire est un élément important des relations internationales, l'aide étant coordonnée par le Ministère fédéral des Affaires étrangères. Pour ce faire, la THW a créé dès la fin des années 1980 les unités d'intervention rapide à l'étranger Bergung Ausland (SEEBA) et depuis 2004 les unités d'intervention rapide en eau à l'étranger Wasser Ausland (SEEWA), capables de fournir une aide en quelques heures dans le monde entier. Dans les pays voisins de l'Europe, des unités régulières comprenant parfois plusieurs centaines de volontaires sont déployées (par exemple, lors des inondations dans le sud de la France en décembre 2003). En outre, il existe des High Capacity Pumping Modules (HCP) développés dans le cadre de la procédure communautaire de l'UE, ainsi que des équipes de soutien technique (Technical Assistance Support Teams (TAST)) détenues par la THW en tant que partenaire du mécanisme de l'UE. Pour la gestion logistique des unités à déployer à l'étranger, l'unité de gestion logistique rapide en cas de transport aérien (SEElift) a été créée.
Pour soutenir les opérations des Nations unies dans les domaines du maintien de la paix et de la consolidation de la paix, la Standing Engineering Capacity (SEC) offre des capacités de déploiement rapide d'infrastructures sur le terrain. En outre, des projets de développement ou de reconstruction à long terme sont également mis en œuvre pour le compte du Haut Commissariat des Nations Unies pour les réfugiés (HCR), par exemple en Bosnie-Herzégovine pour la construction du Stari Most à Mostar ou sur le continent africain (par exemple, la construction de puits).

### Aide technique en cas de catastrophe sur demande des autorités compétentes
Conformément à l'article 35 de la Loi fondamentale et aux dispositions légales simples (en particulier l'article 12 de la Loi sur la protection civile et l'aide en cas de catastrophe ainsi que les lois sur la protection civile des États fédéraux), la THW fournit une assistance officielle en cas de besoin. Ainsi, la Loi THW (article 1, paragraphe 2, numéro 3) oblige la THW à fournir une assistance technique sur demande des autorités responsables de la défense civile en cas de catastrophes, d'états d'urgence publics ou d'accidents majeurs. Cela concerne l'utilisation de la THW dans la défense civile locale des communes, notamment par les services de lutte contre les incendies communaux, mais aussi pour les services de secours en cas d'incident majeur impliquant de nombreux blessés, la police des États fédéraux et la police fédérale, ou les douanes (par exemple, l'éclairage). Dans certains États fédéraux, il existe également une aide technique sur les routes. Ainsi, la THW aide en cas de nombreux accidents, intempéries, glissements de terrain ou inondations, en utilisant ses capacités techniques et organisationnelles pour remplir ses missions dans le domaine de la protection civile.

### Exécution de tâches publiques par accord
Au-delà des cas d'aide officielle, la THW peut également assumer des tâches publiques par accord.
En principe, toute personne ou entreprise peut faire appel à la THW, à condition qu'il s'agisse d'une tâche propre et que la chambre de commerce et d'industrie compétente du secteur délivre un certificat de non-concurrence avec le secteur privé. Par exemple, l'abattage planifié d'arbres sans danger imminent ne justifie pas une intervention.

## Histoire
La THW a été fondé en 1950, après la Seconde Guerre mondiale. Le but principal était la défense civile en cas de guerre. La mission originelle a évolué au cours des décennies : au début du XXIe siècle, la THW apporte son aide pour de nombreux types de catastrophes, comme les accidents de la circulation, les accidents industriels ou les séismes.
La plus grande action de gestion de catastrophe est intervenue en août de 2002 après l'importante inondation de l'Elbe en Allemagne de l'Est. En tout, environ 24 000 membres de la THW ont participé à l'opération, avec jusqu'à 10 000 personnes aidant simultanément le long de l'Elbe et de ses affluents.
La plus grande action hors de l'Allemagne s'est déroulée en France en 2000 : les tempêtes ont détruit et mis au sol une grande partie des fils électriques, ont renversé les arbres bloquant ainsi de nombreuses routes. Le travail principal consistait en la génération temporaire d'électricité pour les hôpitaux et d'autres institutions importantes et en la reconstruction des parties endommagées du système électrique.
L'organisation a aussi été active dans beaucoup d'opérations de secours en cas de catastrophes à l'étranger, par exemple après le séisme dans l'Océan Indien en 2004 (tant pour les opérations d'aide que pour la reconstruction à moyen terme), l'ouragan Katrina en 2005 et les séismes au Cachemire en 2005 et au Japon en 2011.

## Organisation
La THW est présent partout en Allemagne, dans 668 bases locales, appelées Ortsverbände. 80 000 personnes travaillent pour cette organisation. Il s'agit en majorité de volontaires, environ 800 personnes travaillant à plein temps dans l'administration de l'organisation. Chaque Ortsverband maintient une ou plusieurs sections techniques (Technische Züge), chacune se composant de :
- un Zugtrupp: chef d'équipe et 4 volontaires ;
- 2 Bergungsgruppen, comprenant de 9 à 12 volontaires ;
- 1 à 3 Fachgruppen, constitués de 4 à 18 volontaires.

Environ 2 unités sur 3 sont des Bergungsgruppe (escouade de secours et de sauvetage), équipées avec du matériel lourd comme les pinces hydrauliques, les tronçonneuses et les marteaux pneumatiques.
Les Fachgruppen (les escouades spécialisées) regroupent les savoir-faire suivants, entre autres :
- l'infrastructure ;
- le déblayage de débris ;
- les réserves électriques ;
- l'éclairage ;
- lutte contre les dégâts des eaux, pompes ;
- logistique ;
- lutte contre les pollutions aux hydrocarbures ;
- approvisionnement et traitement de l'eau ;
- l'unité de commandement.

Pour l'aide aux pays étrangers, il existe :
- quatre Schnelleinsatzeinheiten Bergung Ausland ou SEEBA (unités de recherche, de déploiement rapide et de secours), capables d'être aéroportés dans un délai de 6 heures ;
- cinq Schnelleinsatzeinheiten Wasserversorgung Ausland ou SEEWA (unités d'approvisionnement en eau, de déploiement rapide et de traitement).

En Allemagne, lorsque le service militaire était obligatoire pour les hommes adultes, il était possible au choix de rejoindre une organisation de volontaires du Katastrophenschutz (les secours de catastrophe) ou du Zivilschutz (la défense civile) pour un minimum de six ans à temps partiel au lieu de passer neuf mois à temps plein à l'armée. La THW est une de ces organisations, tout comme les sapeurs-pompiers volontaires.

## Intervention
Dans le cadre de la tactique et de l'organisation des interventions du THW, on distingue la structure d'intervention et la structure du THW. La structure d'intervention désigne, en cas d'intervention, le domaine de compétence des postes de commandement et des postes de direction. Les ressources du THW sont déployées dans cette zone. La structure du THW définit le domaine de compétence dans lequel le THW effectue, en cas d'intervention, des mesures de gestion, de coordination, de soutien et autres opérations opérationnelles au sein de sa propre structure et donc en dehors de la structure d'intervention.

### Interventions notables

#### Sur le territoire national
1954 : Assistance de 3 000 volontaires du THW lors des inondations en Bavière en 1954.
1962 : Lors de la tempête de 1962 en mer du Nord, le THW est intervenu avec des unités de cinq associations régionales. Il s'agissait alors de la plus grande intervention du THW à ce jour.
1975 : En août 1975, 1 000 volontaires du THW ont participé à l'extinction de l'incendie de la Lüneburger Heide.
1997 : Les inondations de l'Oder en 1997 ont été la première grande intervention du THW après la réunification, avec 54 jours d'intervention et plus de 7 200 volontaires du THW provenant de 392 associations locales.
2002 : La deuxième plus grande intervention de l'histoire du THW a été l'inondation de l'Elbe en 2002, au cours de laquelle 24 000 volontaires du THW ont été mobilisés, effectuant 1 750 000 heures de travail et déployant des équipements techniques.
2005 : Lors de la tempête de neige de Münsterland en novembre 2005, plus de 270 groupes électrogènes du THW en provenance de toute l'Allemagne ont été utilisés pour alimenter la région en électricité.
2006 : 800 volontaires du THW ont apporté leur aide lors de l'inondation de l'Elbe en 2006.
2007 : À l'échelle nationale, le THW a été sollicité pour éliminer les dégâts causés par la tempête Kyrill les 18 et 19 janvier 2007. Près de la moitié de toutes les associations locales, soit environ 5 500 volontaires du THW, ont été mobilisées.
2013 : Lors des inondations en Bavière et dans certaines parties de l'est de l'Allemagne en 2013, plus de 16 000 volontaires du THW ont été mobilisés pendant six semaines, totalisant environ 1 600 000 heures de travail.
2014 : Après les fortes pluies causées par la tempête Ela en juin 2014, qui a causé d'importants dégâts en Rhénanie-du-Nord-Westphalie, environ 4 000 volontaires du THW ont participé aux opérations de nettoyage.
2014 : Dans le cadre de la crise des réfugiés en Allemagne à partir de 2014, le THW a participé à l'aide aux réfugiés dès le début de l'année 2014. Jusqu'en mars 2016, environ 16 000 volontaires de toutes les associations régionales ont été mobilisés. Ils ont principalement apporté leur soutien logistique, technique et humain à la création, à l'entretien et, brièvement, à l'exploitation de logements temporaires.
2018 : Lors de l'incendie de tourbières près de Meppen en septembre et octobre 2018, plus de 1 900 volontaires du THW de plus de 150 associations locales de toute l'Allemagne ont travaillé pendant plusieurs semaines, effectuant 93 000 heures de travail. L'accent a été mis sur les domaines du soutien à la direction et des travaux de pompage.

2019 : Intervention en cas de chute de neige en Bavière et en Bade-Wurtemberg. À certains moments, plus de 1 300 volontaires du THW, bénévoles et professionnels, ont été déployés chaque jour,.
2020 : Dans le cadre de la pandémie de COVID-19, le THW est intervenu dans toute l'Allemagne dans divers domaines. Au départ, le transport d'équipements de protection pour les autorités et la mise à disposition de matériel (tentes, chauffages de tente, éclairages, etc.) ainsi que de personnel pour la création de centres de test ou d'hôpitaux temporaires étaient les principales missions du THW. À son apogée, jusqu'à 1 200 volontaires ont été déployés chaque jour, puis régulièrement plus de 100. Par la suite, le THW a assumé des tâches telles que la création d'infrastructures supplémentaires (par exemple, des éviers supplémentaires, des paravents anti-postillons) pour mettre en œuvre des mesures d'hygiène et fournir une assistance pour l'exploitation de points de contrôle (par exemple, alimentation électrique, éclairage). Les volontaires du THW ont également été sollicités pour la traçabilité des contacts en cas de hausse des infections à la COVID-19. À l'échelle nationale, le THW a participé à la mise en place de centres de vaccination,. Au cours de la première année, plus de 11 000 volontaires du THW ont effectué au total environ 700 000 heures d'intervention.
2021 : Lors de la catastrophe des inondations causée par des pluies torrentielles en juillet 2021, environ 15 000 volontaires du THW de toute l'Allemagne ont apporté leur aide dans les régions les plus durement touchées de Bavière, de Rhénanie-du-Nord-Westphalie et de Rhénanie-Palatinat. Plus de 2 200 000 heures d'intervention ont été effectuées, ce qui en fait la plus grande intervention de l'histoire du THW jusqu'à présent. Pour la première fois, toutes les 668 associations locales étaient engagées dans une opération, avec toutes les spécialités requises. Jusqu'à 4 000 volontaires ont été mobilisés simultanément,. Entre autres, des ponts temporaires d'une longueur totale de plus de 630 mètres ont été construits dans la zone sinistrée.
à partir de 2022 : Depuis le début de l'invasion russe en Ukraine en février 2022, le THW a effectué au moins 419 convois d'aide (dont 348 directement pour l'Ukraine, les autres dans les pays voisins de l'Ukraine) jusqu'en mai 2023. Il s'agit de la plus grande opération logistique de l'histoire du THW.

#### À l'étranger
Modèle:Hauptartikel